# Mario Scelba
Mario Scelba (Caltagirone, 5. rujna 1901. — Rim, 29. listopada 1991.), bio je talijanski političar i premijer Italije od 10. veljače 1954.  do 22. lipnja 1955. i predsjedavajući Europskog parlamenta od 1969. do 1971.

## Životopis
Mario Scelba studirao je pravo u Rimu. Pristupio je katoličkoj pučkoj stranci "Partito Popolare Italiano (1919)" koju je vodio Luigi Sturzo. U stranci je obnašao različite dužnosti a između ostalog bio je tajnik. Nakon što su fašisti zabranili rad stranke, zapošljava se kao pravnik.

## Politika
Od početka Drugog svjetskog rata, Scelba je bio u kontaktu s Alcideom De Gasperiom i Giovanniem Gronchiem, razmijenjujući mišljenja o ponovnom osnivanju jedne talijanske pučke stranke. U lipnju 1944. postao je član stranke Kršćanska Demokracija (Democrazia Cristiana), a 1945. izabran je u narodno vijeće.
Scelba je nekoliko puta bio ministar unutarnjih poslova, između ostalog, od 1947. do 1952., 1952. do 1953., od 1954. do 1955. i ponovo od 1960. do 1962. Od 1954. do 1955. obnašao je dužnost talijanskog premijera. Kasnije je izabran sa senatora.